# Arthrobotrys pyriformis
Arthrobotrys pyriformis är en svampart som först beskrevs av Juniper, och fick sitt nu gällande namn av Schenk, W.B. Kendr. & Pramer 1977. Arthrobotrys pyriformis ingår i släktet Arthrobotrys och familjen vaxskålar.   Inga underarter finns listade i Catalogue of Life.